# Faimes
Faimes (in vallone Faime) è un comune belga di 4 201 abitanti, situato nella provincia vallona di Liegi.